# Joshua Bloch

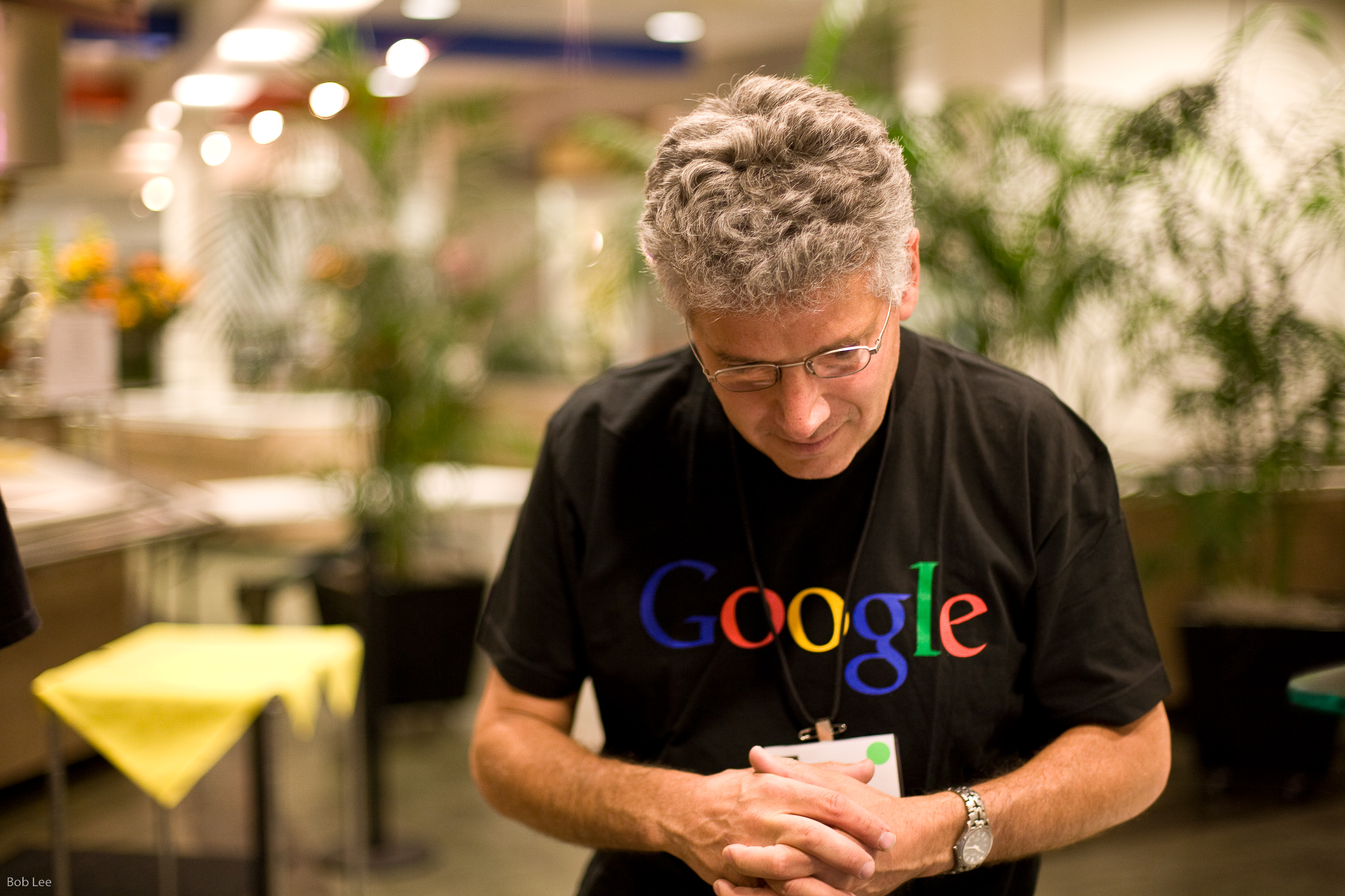
Joshua Bloch 2008

Joshua J. Bloch (* 28. August 1961 in Southampton im US-Bundesstaat New York) ist ein US-amerikanischer Software-Entwickler und Autor. Er arbeitete als Chief Java Architect bei Google. Derzeit ist er Professor of the Practice am Institute for Software Research der Carnegie Mellon University.

## Leben
Bloch ist B.S. in Informatik der Columbia University und Ph.D. in Computer Science der Carnegie Mellon University. Seine Doktorarbeit im Jahre 1990 hatte den Titel A Practical Approach to Replication of Abstract Data Objects und wurde für den ACM Distinguished Doctoral Dissertation Award nominiert.
Bloch arbeitete als Senior Systems Designer bei Transarc, und später als Distinguished Engineer für Sun Microsystems. Im Juni 2004 wechselte er als Chief Java Architect zu Google.
Er leitete die Entwicklung vieler Funktionen der Java-Plattform, beispielsweise das Java-Collections-Framework, das java.math-Package und den assert-Mechanismus. Er ist der Autor von Effective Java, das 2001 den Jolt Award gewann und ist Co-Autor von zwei anderen Java-Büchern, Java Puzzlers (2005) und Java Concurrency In Practice (2006).
Bloch schlug zwei Erweiterungen der Programmiersprache Java vor: Concise Instance Creation Expressions (CICE) (zusammen mit Bob Lee und Doug Lea) und Automatic Resource Management (ARM) blocks. Die Kombination von CICE und ARM bildet einen der drei Bausteine, um Closure in Java zu unterstützen.

## Werke
- Joshua J. Bloch: A Practical Approach to Replication of Abstract Data Objects. 1990 (Online [PDF; 400 kB] Dissertation, Carnegie Mellon University, Pittsburgh).
- Joshua Bloch: Effective Java. 3. Auflage. Addison-Wesley, 2017, ISBN 978-0-13-468599-1 (412 S.).
- Joshua Bloch und Neal Gafter: Java Puzzlers : Traps, Pitfalls, and Corner Cases. Addison-Wesley, 2005, ISBN 0-321-33678-X.
- Brian Goetz, Tim Peierls, Joshua Bloch, Joseph Bowbeer, David Holmes und Doug Lea: Java Concurrency in Practice. Addison-Wesley, 2006, ISBN 0-321-34960-1.